# Alto del Telégrafo
El alto del Telégrafo, también conocido como cerro del Telégrafo, es una elevación montañosa perteneciente a la Sierra de Guadarrama (España). Es una de las cumbres que bordean el puerto de Navacerrada y presenta una altitud de 1975 m s. n. m.
Su nombre se debe a que en él estuvo instalado un telégrafo óptico.

## Situación

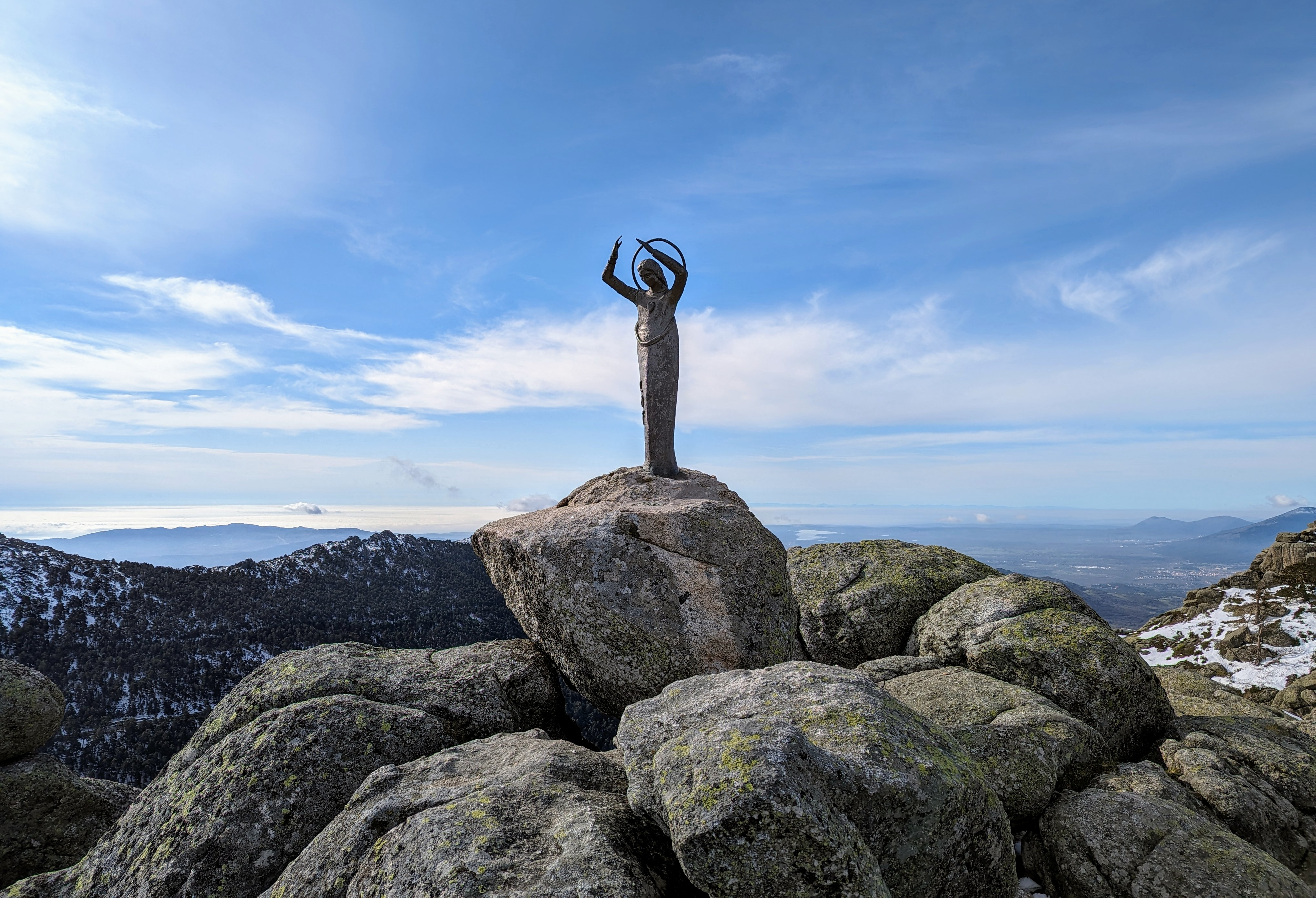
Virgen de las Nieves

Junto con la Bola del Mundo —o Alto de Guarramillas— (2180 m s. n. m.), conforma una de las laderas sobre la que se asienta la estación de esquí del puerto de Navacerrada. En la cima hay una estatua metálica de la Virgen de las Nieves.